# 藤田ななみ
藤田 ななみ（ふじた ななみ 1996年3月11日 - ）は、日本・北海道出身のモデル、ファッションブランドプロデューサー。現在、PRESSに所属している。
mini、CuTiE、Scawaii といった雑誌のモデルとして活動。自身がプロデューサーを務めるファッションブランド『CIEL』を展開している。

## 人物
高校卒業後、古着屋で販売員として勤務。スナップで注目を集めたことをきっかけに2014年上京。2016年モデル活動を開始。
『FASHIONSNAPが選ぶ今年の原宿アイコン10人 2016年度版』に選ばれる。
2017年6月ブランド「CIEL」を立ち上げ、プロデューサーを務める。

## 出展
1. ↑  FASHIONSNAPが選ぶ今年の原宿アイコン10人 2016年度版
2. ↑  ＜PRESS新プロジェクト＞ 藤田ななみブランド『CIEL』立ち上げへ 6/22 ZOZOTOWN 独占販売スタート